# طاقت (فیلم ۱۹۹۵)
طاقت (به هندی: Taaqat) فیلمی است محصول سال ۱۹۹۵ و به کارگردانی طلعت جانی است. در این فیلم بازیگرانی همچون درمندرا، شاتورگان سینها، کاجول، ویکاس بهالا، فرح، موکش خانا، راجندرا گوپتا ایفای نقش کرده‌اند.